# Torneo Nacional de Boxeo Playa Girón 1986
Das Torneo Nacional de Boxeo Playa Girón 1986 wurde vom 19. bis zum 31. Januar 1986 in San José de las Lajas ausgetragen und war die 25. Austragung der nationalen kubanischen Meisterschaften im Amateurboxen.

## Medaillengewinner
Die Meistertitel wurden in zwölf Gewichtsklassen vergeben.
| Gewichtsklasse                  | Gold                | Silber                  | Bronze              |
| ------------------------------- | ------------------- | ----------------------- | ------------------- |
| Halbfliegengewicht (bis 48 kg)  | Silvio Valdes       | Pedro Boza              | René Meléndez       |
| Halbfliegengewicht (bis 48 kg)  | Silvio Valdes       | Pedro Boza              | Rogelio Marcelo     |
| Fliegengewicht (bis 51 kg)      | Pedro Orlando Reyes | Luis Felipe Valdes      | Rafael Sainz        |
| Fliegengewicht (bis 51 kg)      | Pedro Orlando Reyes | Luis Felipe Valdes      | Manuel Martínez     |
| Bantamgewicht (bis 54 kg)       | Enrique Carrión     | Ricardo Echevarria      | Ramon Ledon         |
| Bantamgewicht (bis 54 kg)       | Enrique Carrión     | Ricardo Echevarria      | Adalberto Regalado  |
| Federgewicht (bis 57 kg)        | Jesus Sollet        | Julio González          | Jorge Belete        |
| Federgewicht (bis 57 kg)        | Jesus Sollet        | Julio González          | Fermín Espinosa     |
| Leichtgewicht (bis 60 kg)       | Adolfo Horta        | Ramon Goire             | Antonio Acea        |
| Leichtgewicht (bis 60 kg)       | Adolfo Horta        | Ramon Goire             | Juan Jiménez        |
| Halbweltergewicht (bis 63,5 kg) | Eduardo Correa      | Pablo Aguerro           | Radames Castillo    |
| Halbweltergewicht (bis 63,5 kg) | Eduardo Correa      | Pablo Aguerro           | Miguel Miranda      |
| Weltergewicht (bis 67 kg)       | Candelario Duvergel | Juan Carlos Lemus       | Ariel Calderon      |
| Weltergewicht (bis 67 kg)       | Candelario Duvergel | Juan Carlos Lemus       | José Luis Hernández |
| Halbmittelgewicht (bis 71 kg)   | Ángel Espinosa      | Orestes Solano          | Jorge Guzman        |
| Halbmittelgewicht (bis 71 kg)   | Ángel Espinosa      | Orestes Solano          | Marciano Sánchez    |
| Mittelgewicht (bis 75 kg)       | Bernardo Comas      | Julio Quintana Martínez | Jorge Luis González |
| Mittelgewicht (bis 75 kg)       | Bernardo Comas      | Julio Quintana Martínez | Lino Ramírez        |
| Halbschwergewicht (bis 81 kg)   | Pablo Romero        | Orlando Despaigne       | Ramon Batista       |
| Halbschwergewicht (bis 81 kg)   | Pablo Romero        | Orlando Despaigne       | Enrique Pupo        |
| Schwergewicht (bis 91 kg)       | Félix Savón         | Roberto Balado          | Francisco Bouly     |
| Schwergewicht (bis 91 kg)       | Félix Savón         | Roberto Balado          | Ventura Donatien    |
| Superschwergewicht (über 91 kg) | Teófilo Stevenson   | Felix Lemus             | Juan Ortega         |
| Superschwergewicht (über 91 kg) | Teófilo Stevenson   | Felix Lemus             | Osvaldo Castillo    |